# Xosefa Xovellanos
Xosefa de Xovellanos y Xove Ramírez (1745 - 1807) fou la germana petita del polític il·lustrat asturià Gaspar Melchor de Jovellanos i destacada escriptora en asturià. Nasqué a Gijón el 4 de juny de 1745 i es casà amb Domingo González de Argandona, procurador general a la Cort del Principat d'Astúries.
Xosefa Xovellanos es va fer monja, contra la ferma voluntat del seu germà, al convent de les recoletes de San Agustín, al peu mateix de la casa on va néixer. Allí morí el 2 de juny de 1807 a causa d'una malaltia. L'obra de Xosefa de Xovellanos és coneguda gràcies a l'antologia publicada el 1839 per Xosé Caveda y Nava.